# Джиллибранд, Кирстен
Кирстен Элизабет Рутник Джиллибранд (Джиллибренд, Джилебрэнд) (англ. Kirsten Elizabeth Rutnik Gillibrand; род. 9 декабря 1966 года, Олбани, Нью-Йорк, США) — американский политик и младший сенатор от штата Нью-Йорк с 2009 года. До Сената была членом Палаты представителей от 20-го избирательного округа штата Нью-Йорк (2007—2009). Член Демократической партии.

## Образование
Изучала востоковедение в Дартмутском колледже, окончила его в 1988 году, получила степень бакалавра искусств. В 1991 году получила степень доктора права в школе права Калифорнийского университета в Лос-Анджелесе.

## Политическая карьера
В 2007—2009 годах член Палаты представителей от 20-го избирательного округа штата Нью-Йорк.
В декабре 2008 года избранный президент США Барак Обама выдвинул Хиллари Клинтон на пост госсекретаря. По выбору губернатора штата Дэвида Патерсона с 26 января 2009 года место от штата Нью-Йорк в Сенате заняла Кирстен Джиллибранд. Кирстен Джиллибранд выиграла внеочередные выборы в Сенат в 2010 году, набрав 63 % голосов. Была переизбрана на выборах в Сенат США от штата Нью-Йорк в 2012 году с рекордным для штата результатом 72 %. В 2018 году Кирстен Джиллибранд была переизбрана на выборах в Сенат США от штата Нью-Йорк, набрав 67 % голосов.
В Палате представителей была членом относительно консервативной Коалиции синей собаки.
В Сенате с момента назначения заняла сторону прогрессивизма. В обоих случаях её взгляды соответствовали избирательному округу — консервативному 20-му избирательному округу штата Нью-Йорка и в целом либеральному штату Нью-Йорк. Участвовала в успешной кампании по отмене «Не спрашивай, не говори» в Вооружённых силах США.

## Семья
Замужем за Джонатаном с 2001 года, сыновья Теодор (2003 г. р.) и Генри (2008 г. р.).